# Зла Марфа Федорівна
Марфа Федорівна Зла (народилася в 1923 році в селі Носівка — померла 1987) – українка, Герой Соціалістичної Праці (1971), доярка приміського колгоспу ім. Кірова. 
За досягнуті успіхи була нагороджена двома орденами Леніна та золотою медаллю «Серп і Молот».

## Біографія
У три місяці залишилася без батька, а незабаром залишилася сиротою.
Ще підлітком почала працювати в рільничій ланці, якою керувала її старша сестра Ганна. Вирощувала картоплю і цукровий буряк.
В період Німецько-радянської війни проживала в рідному селі на окупованій території (1941-1943).
Марфа Зла була однією з найкращих трудівниць господарства. Змалечку була привчена до важкої селянської праці. Ще гриміла війна, а вона вже прийшла працювати в щойно звільнений від німецьких окупантів колгосп – була призначена конюхом, потім телятницею, доглядала свиней, була обліковцем, завідувала фермою, не цуралася жодної роботи.  
З 1955 року почала працювати дояркою молочно-товарної ферми. Багато років була вона лідером у районі за надоями молока. 
Поступово довела надої молока до 4000 літрів молока від кожної корови, а в 1970 році отримала майже 6000 літрів молока від кожної корови. Багато уваги приділяла племінній роботі.
Продовжувала працювати дояркою до виходу на пенсію. Передавала свої досвід і знання молоді, будучи наставницею молодих доярок. І надалі доярка не знижувала досягнутих результатів. 
Неодноразово обиралася депутатом районної Ради, разом з Ткачом М.Ф. представляла Чернігівщину на з’їзді в Москві.
Жила в місті Носівка. Похована в Носівці.

## Відзнаки
За участь у повоєнній відбудові артілі ім. Кірова вона була нагороджена медаллю «За доблесну працю у Великій Вітчизняній війні 1941—1945 рр.».
За успіхи в розвитку тваринництва і в збільшенні його продукції Указом Президії Верховної Ради СРСР від 12 (за іншими даними 22) березня 1966 року Марфа Зла була нагороджена орденом Леніна
Указом Президії Верховної Ради СРСР від 8 квітня 1971 року за видатні успіхи, досягнуті в розвитку сільськогосподарського виробництва та виконанні п'ятирічного плану продажу державі продуктів землеробства і тваринництва, Марфі Злій присвоєно звання Героя Соціалістичної Праці з врученням ордена Леніна і золотої медалі «Серп і Молот».
Нагороджена також медалями, в тому числі золотою медаллю ВДНГ СРСР.